# محمد اشرفی اصفهانی
محمد اشرفی اصفهانی خوزانی (زاده ۱۳۲۳ در خوزان -)، سیاستمدار اصلاح طلب و نمایندهٔ دورهٔ دوم و نماینده دوره سوم مجلس شورای اسلامی از حوزهٔ انتخابیهٔ کرمانشاه یا باختران سابق در استان کرمانشاه است. همچنین وی هم‌اکنون رئیس هیئت بدوی تخلفات نهاد ریاست جمهوری است. او یکی از طرفداران سید محمد خاتمی پنجمین رئیس‌جمهور ایران است. او فرزند عطاءالله اشرفی اصفهانی روحانی و شهید محراب است.

## انتخابات ریاست جمهوری ایران (۱۳۹۶)
اشرفی اصفهانی تأکید کرده‌است که در انتخابات ریاست جمهوری سال ۹۶ کاندیدا شده و به نفع هیچ‌کس هم کنار نمی‌رود.
این نخستین نشانه‌ها از اختلاف و انشقاق در اردوی اصلاح‌طلبان است.

## طرح اتهام علیه حمید بقایی
در ۱۸ خرداد سال ۹۴ که حدود یک ماه از بازداشت حمید بقایی، معاون اجرایی محمود احمدی‌نژاد، رئیس‌جمهور سابق ایران، گذشته بود، اشرفی اصفهانی، رئیس هیئت بدوی رسیدگی به تخلفات اداری نهاد ریاست جمهوری مدعی شد «بقایی اموالی را از کشور خارج کرده و در حدود ۱۰ کشور خارجی سرمایه‌گذاری کرده‌است.» این اظهارنظر بازتاب زیادی در رسانه‌های داخلی و خارجی پیدا کرد تا جایی که سازمان بازرسی کل کشور از او خواست اگر اسناد و مدارکی دال بر صحت اظهاراتش دارد در اختیار این سازمان قرار دهد تا رسیدگی شود اما اشرفی اصفهانی نه تنها سند و مدرکی ارائه نداد بلکه گفت این ادعا بر اساس شنیده‌هایش بوده که به استناد به یکی از مسئولان امنیتی در نهاد ریاست جمهوری بیان کرده‌است.

### شکایت متقابل بقایی و عذرخواهی اشرفی اصفهانی
بعد از طرح این اتهام، حمید بقایی، از اشرفی اصفهانی، به اتهام افترا و نشر اکاذیب به دادسرای ویژه روحانیت شکایت کرد و دادگاه اشرفی اصفهانی را به ۲ سال حبس تعلیقی و ۲ سال انفصال از هیئت تخلفات نهاد ریاست جمهوری محکوم کرد. بعد از محکومیت در دادگاه، اشرفی اصفهانی مجبور به عذرخواهی رسمی شد. در یک نامه علنی نوشت: «آنچه اینجانب در جلسه افطاری آذری‌های مقیم تهران در سال گذشته در رابطه با جناب مهندس بقایی معاون اجرایی رئیس‌جمهور سابق گفته‌ام و در روزنامه قانون منتشر شده بود صحت نداشته و خلاف واقع بوده و از بابت این سخن مطرح شده از ایشان عذر می‌خواهم.» بعد از این عذرخواهی بقایی نیز از پیگیری شکایت خود صرف‌نظر کرد و او را بخشید.

## واکنش تند به مداحی عید فطرمیثم مطیعی
او ۱۵ تیرماه ۱۳۹۶، در همایش فصلی خانه احزاب، در واکنش به مداحی جنجالی میثم مطیعی در مراسم نماز عید فطر ۱۳۹۶ گفت: «اگر به شخصی که در نماز عید فطر به رئیس‌جمهور توهین کرد، دسترسی داشتم حساب آن شخص را می‌رسیدم.» این در حالی است که میثم مطیعی بعد از قرائت شعر آن را نقادانه اما محترمانه خواند، و محمدمهدی سیار سرایندهٔ اشعار مطیعی، اتهام توهین‌آمیز بودن این شعر را رد کرد و این اتهام را پرداختهٔ بعضی «رسانه‌های تندروی سیاسی» خواند.

## آرای مأخوذه
اشرفی اصفهانی در سال ۱۳۶۳ با کسب ۵۵۸۷ رای از مجموع ۶۰۹۲ رای معادل ۵۲/۲٪ آرا به مجلس دوم راه پیدا کرد. همچنین در دوره سوم انتخابات مجلس شورای اسلامی نیز توانست از همین حوزه با کسب ۳۳۶۲۴ رای از ۹۷۰۸۹ رای و معادل ۳۴/۶٪ آرا باردیگر به مجلس راه پیدا کند.

## آثار
- اش‍رف‍ی اص‍ف‍ه‍ان‍ی، م‍ح‍م‍د، م‍ج‍ل‍س: ن‍م‍ای‍ن‍ده و م‍ردم‌، تهران: ک‍وش‍ا، ۱۳۷۱.